# Ṑ
Das Ṑ (Minuskel: ṑ) ist ein lateinischer Buchstabe, der in der Kaskaschrift verwendet wird. Es handelt sich um den Buchstaben O, der mit einem Makron und einem Gravis diakritisiert wird. 

## Darstellung am Computer
Unicode enthält Ṑ  "Lateinischer Kleinbuchstabe O mit Makron und Gravis" am Codepunkt U+1E51.